# Мений (трибун 279 пр.н.е.)
Мений (на латински: Maenius) е политик на Римската република през 3 век пр.н.е. Произлиза вероятно от плебейската фамилия Мении.
През 279 пр.н.е. той е народен трибун. Консули са Публий Сулпиций Саверион и Публий Деций Муз, които губят битката при Аскулум против цар Пир („Пирова победа“).